# Keragodu, Arkalgud
Keragodu là một làng thuộc tehsil Arkalgud, huyện Hassan, bang Karnataka, Ấn Độ.